# Svensktoppen 1977
Svensktoppen 1977 är en sammanställning av de femton mest populära melodierna på Svensktoppen under 1977.
Populärast var Roslagens vind av Kjell Hansson, som sammanlagt fick 530 poäng under 11 veckor.
Årets melodifestival hade svagt inflytande på Svensktoppen. Populärast därifrån var Ola mä fiola av Kenneth Greuz och Eric Öst, som fick 259 poäng under 10 veckor.
Populäraste artisterna var Kjell Hansson, Stefan Rüdén och Jigs, som fick med två melodier var på årssammanfattningen. Den finlandssvenska gruppen Cumulus låg på listan med Höstvisa under detta år.

## Årets Svensktoppsmelodier 1977
| Nr | Artist             | Titel                          | Poäng | Antal veckor |
| -- | ------------------ | ------------------------------ | ----- | ------------ |
| 1  | Kjell Hansson      | Roslagens vind                 | 530   | 11           |
| 2  | Magdeburgarna      | Klöversnoa                     | 509   | 11           |
| 3  | Paul Sahlin        | Guenerina                      | 496   | 11           |
| 4  | Stefan Rüdén       | Flyg min fjäril flyg           | 470   | 11           |
| 5  | Ingmar Nordströms  | Rara underbara Katarina        | 464   | 11           |
| 6  | Kjell Hansson      | Vinden har vänt                | 462   | 11           |
| 7  | Säwes              | En hägring                     | 460   | 11           |
| 8  | Vikingarna         | Jackpot                        | 438   | 11           |
| 9  | Mats Rådberg       | Bjud på dig själv              | 428   | 11           |
| 10 | Stefan Rüdén       | Jag tror att vi skall ses igen | 421   | 10           |
| 11 | Sven-Eric Mörtsjö  | Natten har sin egen saga       | 419   | 11           |
| 12 | Janne Önnerud & Co | Är du min älskling än          | 381   | 11           |
| 13 | Jigs               | Under vår sol                  | 377   | 12           |
| 14 | Lars Berghagen     | Tacka vet jag logdans          | 376   | 11           |
| 15 | Jigs               | Robot Romeo                    | 375   | 11           |